# 한국전자통신연구원

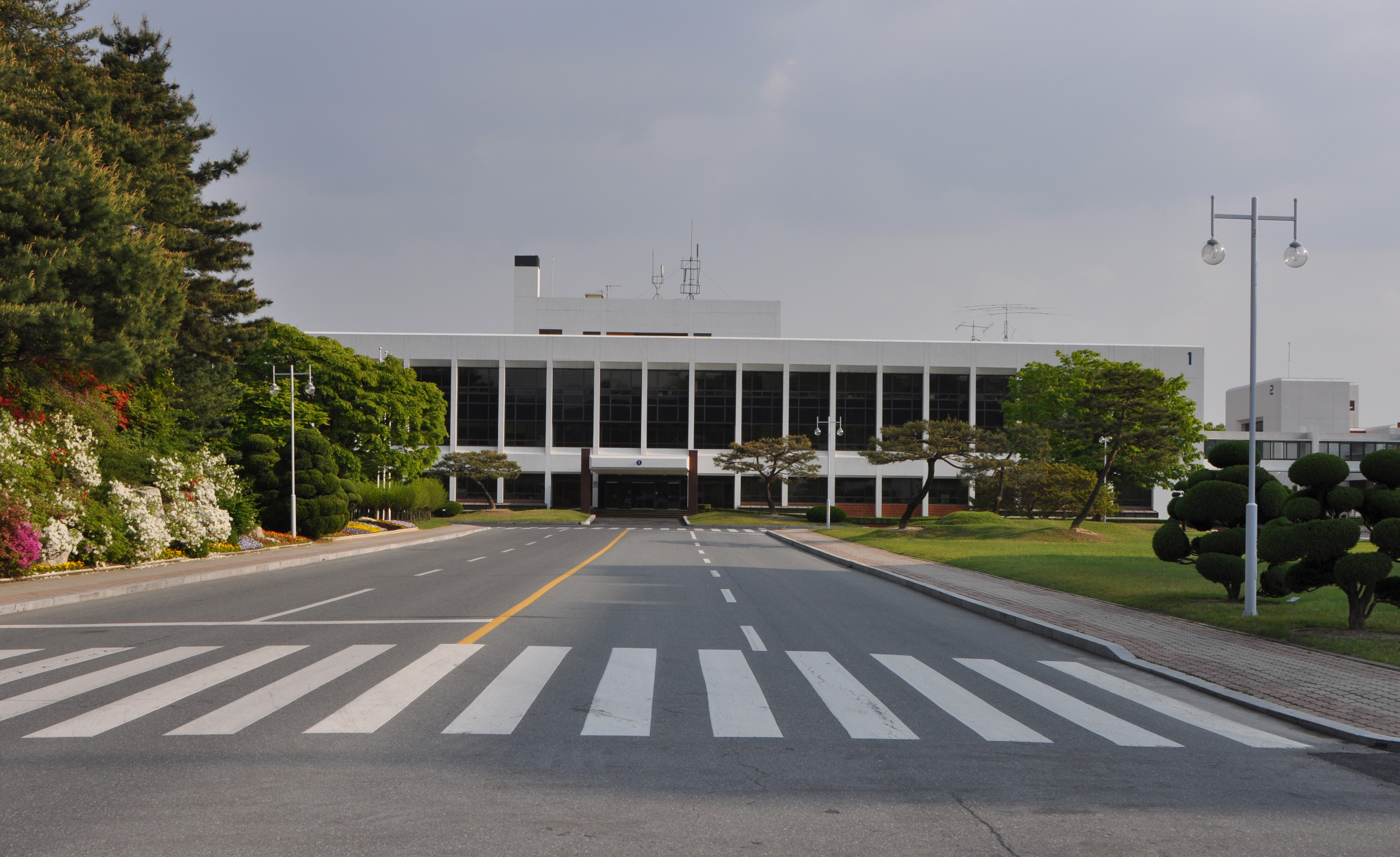
한국전자통신연구원(ETRI)

한국전자통신연구원(韓國電子通信硏究院, Electronics and Telecommunications Research Institute)은 1976년 12월 30일 KIST 부설 한국전자기술연구소(KIET)와 한국전기기기시험연구소(KERTI)를 모태로 하고 있으며, 이들 두 연구소와 1977년 설립된 한국통신기술연구소(KTRI)를 통합, 1985년 3월에 정보통신 전문 연구기관으로 한국전자통신연구소를 발족하였으며, 연구원 영문약자인 ETRI 또는 에트리로 부르기도 한다. 2015년 12월 현재 6개 연구소, 4개 연구본부, 전략기획/사업화/경영관리본부로 구성되어 있다. 과학기술정보통신부 산하 기타공공기관으로 지정되어 있으며 본원은 대전광역시 유성구 가정로 218에 위치하고 있다. 과학기술연합대학원대학교 ETRI 스쿨(ICT 전공)이기도 하다.

## 설립 목적
정보, 통신, 전자, 방송 및 성과 관련 융·복합기술 분야의 산업원천 기술 개발 및 성과확산을 통해 국가경제·사회 발전에 기여함을 목적으로 하고 있다.

## 연혁
- 1976년 12월 KIST 부설 한국전자기술연구소(KIET), 한국전기기기시험연구소(KERTI) 설립
- 1977년 12월 한국통신기술연구소(KTRI)설립(체신부)
- 1981년 1월 한국전기통신연구소(KETRI)설립 (한국통신기술연구소와 한국전기기기시험연구소를 통합, 과기처)
- 1985년 3월 한국전자통신연구소(ETRI) 설립(과기처) (한국전자기술연구소와 한국전기통신연구소를 통합)
- 1991년 호암 과학상 수상
- 1992년 3월 소관부처 변경(과기처에서 체신부로)
- 1996년 4월 부설 시스템공학연구소 이관 설치
- 1997년 1월 한국전자통신연구원으로 명칭 변경
- 1999년 1월 산업기술연구회로 이관
- 2001년 4월 부설 국가보안기술연구소 설치
- 2004년 10월 과학기술부로 소관부처 변경
- 2008년 2월 과학기술부에서 지식경제부로 소관부처 변경
- 2013년 3월 지식경제부에서 미래창조과학부로 소관부처 변경

## 조직

### 이사회
- 감사
  - 감사부

#### 한국전자통신연구원장
- 부설 연구소
- 미래전략연구소
  - 연구지원실
  - 지식정보서비스실
  - 기술경제연구본부
  - 미래기술연구본부
  - 표준연구본부
  - 사업전략부
- SW·콘텐츠연구소
  - 연구지원실
  - 품질보증연구실
  - SW·콘텐츠미래기술연구실
  - 기업지원협력실
  - SW기반기술연구본부
  - 지능정보연구본부
  - 차세대콘텐츠연구본부
  - 지능로보틱스연구본부
  - 바이오의료IT연구본부
  - SW·콘텐츠원천연구그룹
  - 정보화혁신센터
- 초연결통신연구소
  - 연구지원실
  - 기업지원협력실
  - 부산공동연구실
  - 우정기술연구센터
  - 네트워크품질연구센터
  - 정보보호연구본부
  - 네트워크연구본부
  - IOT연구본부
  - 초연결원천연구본부
- ICT소재부품연구소
  - 연구지원실
  - 기업지원협력실
  - 소재부품미래연구실
  - 융합부품기술센터
  - 소재부품원천연구본부
  - 실감소자연구본부
  - 광무선융합연구본부
  - 지능형반도체연구본부
- 방송·미디어연구소
  - 연구지원실
  - 기업지원협력실
  - 미래기술연구실
  - 미디어연구본부
  - 전파·위성연구본부
  - 자율무인이동체연구본부
  - 기상위성지상국개발단
- 5G기가서비스연구부문
  - 연구지원실
  - 5G사업전략실
  - 이동응용연구부
  - 이동전송연구부
  - 기가서비스연구부
- KSB융합연구단
  - 연구지원실
  - KSB융합시스템연구실
  - 자가학습엔진연구실
  - 자가학습데이터지능화연구실
  - 지능형IoE네트워크연구실
- 대경권연구센터
  - 연구지원실
  - 지역산업IT융합연구실
  - 스마트비전연구실
  - 자동차IT플랫폼연구실
  - 의료IT융합연구실
  - 기업지원협력실
- 호남권연구센터
  - 연구지원실
  - 지역산업기술개발실
  - 광단말솔루션연구실
  - 에너지시스템연구실
  - 광응용부품연구실
  - 기업지원협력실
- 서울SW-SoC융합R&BD센터
  - 연구지원실
  - SW-SoC개방형플랫폼실
  - SW-SoC산업기술실
  - SW-SoC인력양성실
- 사업화부문
  - 사업지원실
  - R&D사업화부
  - 지식재산경영부
  - 중소기업협력부
- 글로벌협력추진단
  - 글로벌협력실
  - 북경연구센터
  - 미주기술확산센터
- 경영부문
  - 경영전략부
  - 운영보안부
  - 인재개발부
  - 재무관리부
- 커뮤니케이션전략부
  - 성과홍보실
  - 대외협력실
  - 변화소통실

##### 공공데이터 개방 참여기관
- 공공정보를 적극 개방·공유하고, 부처간 칸막이를 없애고 소통·협력함으로써 국정과제에 대한 추진동력을 확보하고 국민 맞춤형 서비스를 제공함과 동시에 일자리 창출과 창조경제를 지원하는 새로운 정부운영 패러다임에 적극 참여하는 연구기관

## 간행물
- 간행물
- ETRI Journal
- 전자통신동향분석

## 사진

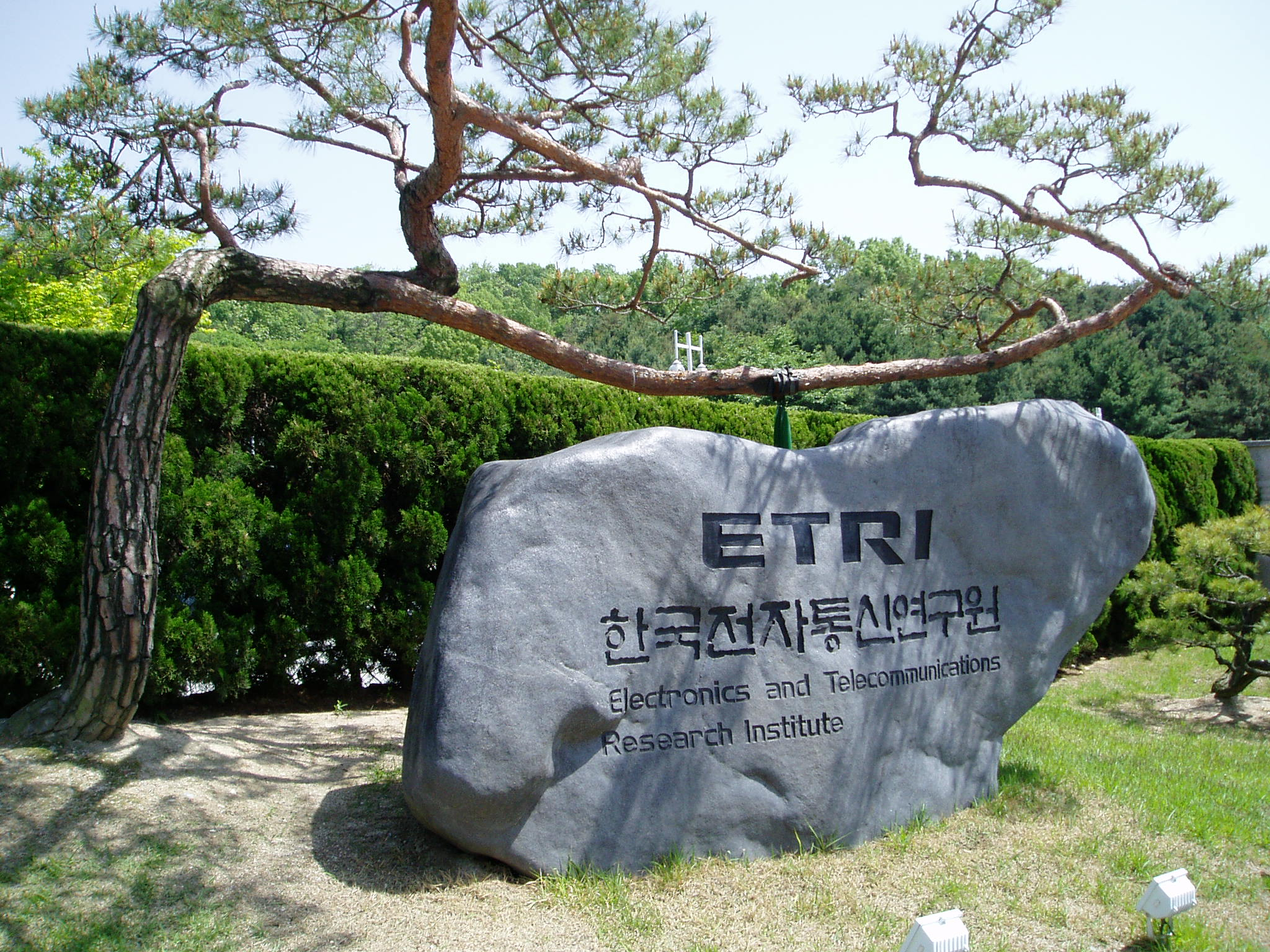
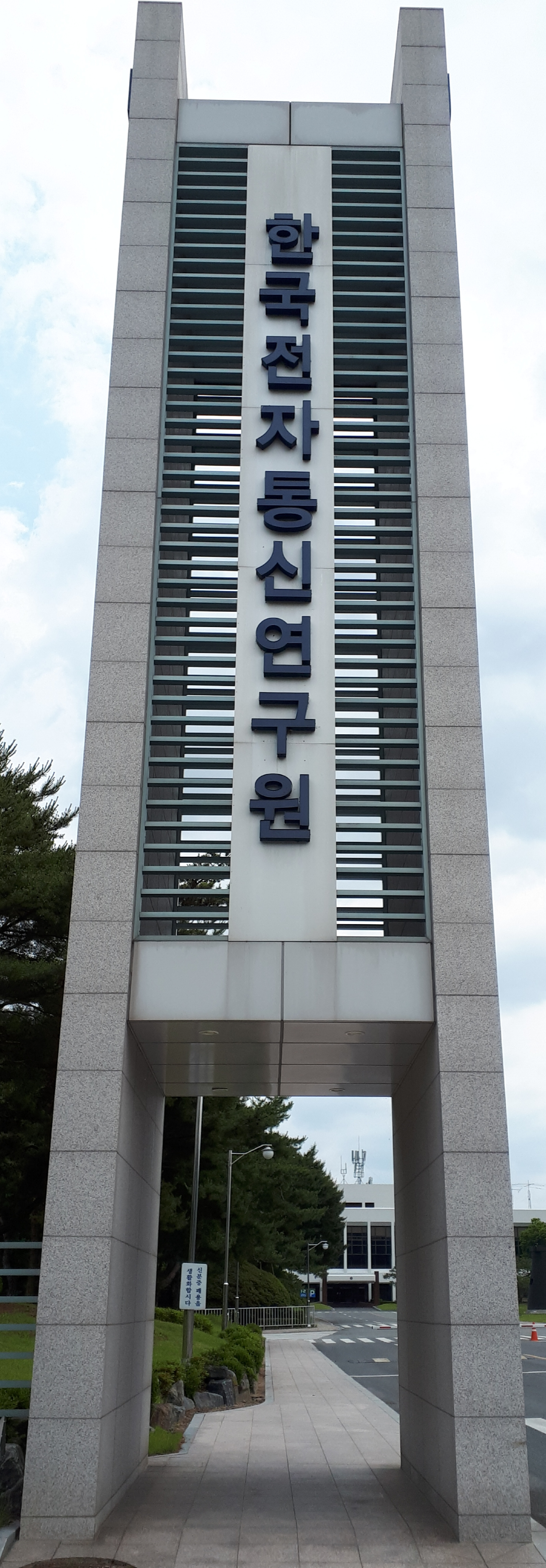
정문 상징물
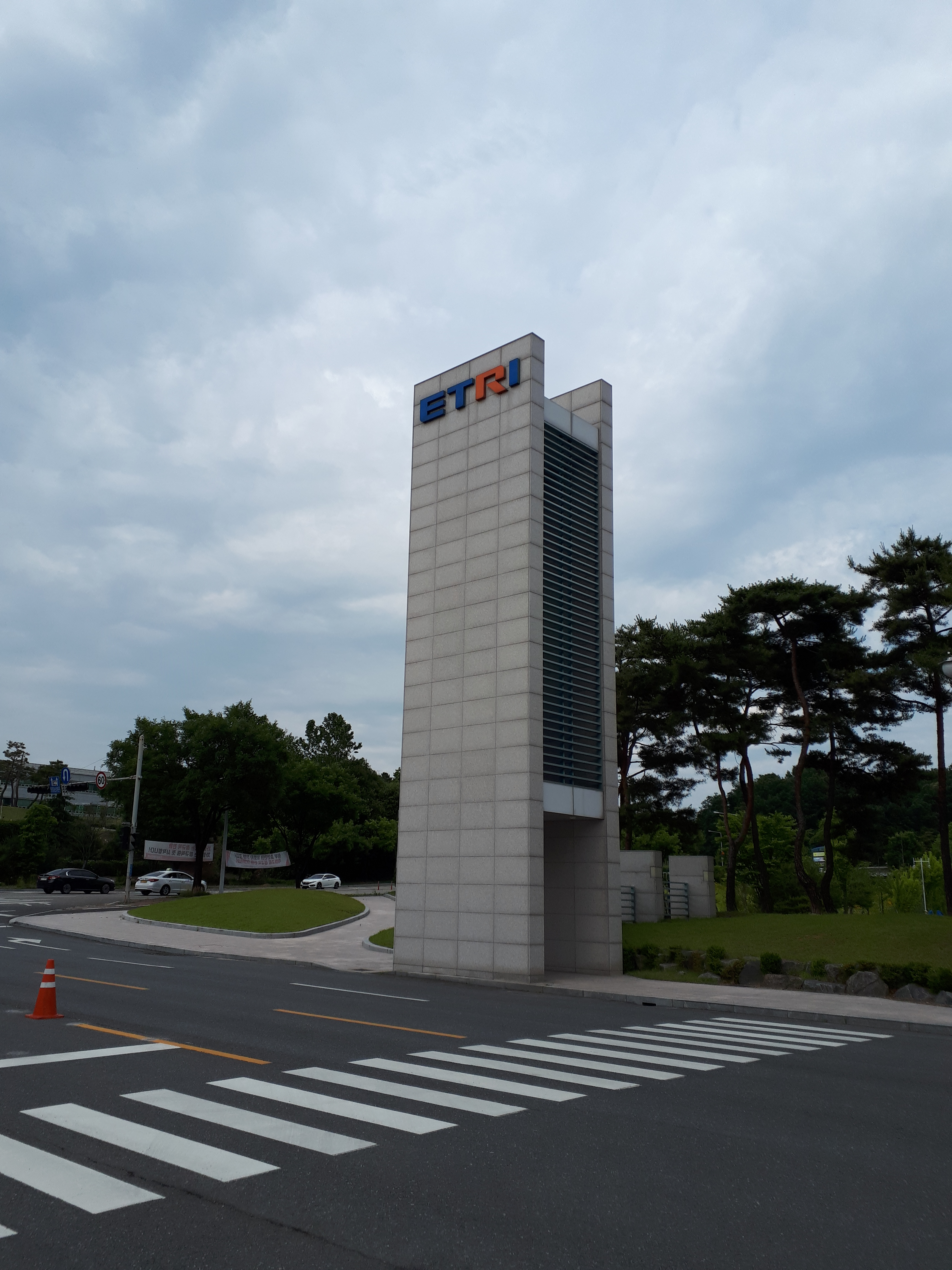
동쪽에서 본 상징물